# Mesosemia epidius
Mesosemia epidius is een vlindersoort uit de familie van de prachtvlinders (Riodinidae), onderfamilie Riodininae.
Mesosemia epidius werd in 1859 beschreven door Hewitson.